# Ricanula karaseki
Ricanula karaseki är en insektsart som först beskrevs av Melichar 1905.  Ricanula karaseki ingår i släktet Ricanula och familjen Ricaniidae. Inga underarter finns listade i Catalogue of Life.